# Schahrayeanpet
Schahrayeanpet ou Charayanpet est un seigneur perse qui fut marzban d’Arménie de 611 à 613, nommé par Khosro II,.

## Biographie
En 602, le sassanide Khosro II, roi de Perse, entre en guerre contre Byzance pour venger son allié, l'empereur Phocas, renversé par Maurice Ier. La première décennie lui permet de gagner du terrain sur Byzance. En 611, il installe deux dignitaires iraniens en Arménie : Shahen Vahmanzadhaghan à l'ouest, avec le titre de pâghôspân, et Charayanpet à l'est à Dvin, avec le titre de marzban. Tandis que Shahen Vahmanzadhaghan continue la guerre contre Byzance et envahit l'Asie Mineure, Schahrayeanpet, à la demande de Khosro II, déporte la population arménienne de la ville de Karin Théodosiopolis vers Hamadan. En 613, Shahen a repris l'ensemble de l'Arménie et Khosro nomme un autre marzban, Parschenazdat.

### Sources primaires
« Après lui [Achtat Yestayar] vint Chahên Patgosapan, qui laissa de côté la ville de Kann ; et Chahrayeanpet vint comme marzpan dans la ville capitale de Dwin. À son arrivée, Chahên rencontra des troupes grecques dans le canton de Karin. Il leur livra bataille, leur fit éprouver une sanglante défaite, les mit en fuite et les chassa du pays.
La vingt-et-unième année de son règne, Xosrov ordonna de déporter les habitants de la ville de Karin, et de leur assigner comme demeure la résidence royale d’Ahmatan. Le bienheureux vieillard, le catholicos Jean fut pris avec eux et emmené en captivité avec tous les vases sacrés de son église. Il mourut à Ahmatan et son corps fut rapporté au village d’Awan et déposé dans l’église que lui-même avait fait bâtir »

— Sébéos, Histoire d'Héraclius, chapitre 23.

« À la place de Chahrayenpet vint [comme marzpan] dans la ville capitale de Dwin Parseanpet Parchenazdat ; puis Namgarun Chonazp ; puis Chahraplakan, qui livra une bataille en Perse et fut victorieux ; puis Tchrotch Vehan, qui poursuivit l’empereur Héraclius en Arménie jusque dans l’Asorestan, jusqu’au jour où il tomba, lui et toute son armée, dans une grande bataille livrée à Ninive »

— Sébéos, Histoire d'Héraclius, chapitre 24.

### Sources secondaires
- René Grousset, Histoire de l’Arménie des origines à 1071 [détail des éditions]
- Cyrille Toumanoff, Les dynasties de la Caucasie chrétienne de l'Antiquité jusqu'au XIXe siècle : Tables généalogiques et chronologiques, Rome, 1990.